# Alberto Nagel
Alberto Nicola Nagel (Milan, 7 juin 1965) est un banquier et gestionnaire italien qui occupe le poste de président-directeur général de Mediobanca.
Alberto Nagel a passé toute sa carrière professionnelle chez Mediobanca, assumant des responsabilités croissantes au fur et à mesure de l'évolution de sa carrière. Nagel a dirigé la banque lors de son entrée sur les marchés internationaux et a conduit une transformation profonde de son modèle d'affaires. Aujourd'hui, la banque se concentre fortement sur les services de gestion de patrimoine, qu'elle fournit en synergie avec sa division Banque d'Investissement & d'Affaires. À la suite des changements intervenus dans le secteur bancaire mondial depuis les années 1990, l'attention de Nagel s'est tournée vers le dépassement du modèle de société de portefeuille en augmentant la diversification et la spécialisation du groupe, afin de créer la première Banque Privée & d'Investissement en Italie, une position qui a été accueillie avec enthousiasme par les marchés financiers internationaux.
La transformation de Mediobanca s'est manifestée de manière particulièrement claire au cours de la dernière décennie du mandat d'Alberto Nagel (2013-23), période au cours de laquelle la banque a offert un rendement total aux actionnaires de 270 %, résultant à la fois d'une augmentation d'environ 160 % du cours de l'action en bourse et de 4 milliards d'euros de dividendes distribués aux actionnaires, sans avoir eu recours à des augmentations de capital ou à des émissions de droits contrairement à de nombreuses autres banques italiennes pendant les crises financières.
Alberto Nagel a été reconduit dans ses fonctions de président-directeur général par les actionnaires de Mediobanca lors de l'Assemblée générale annuelle tenue en octobre 2023, et est désormais le président-directeur général ayant le plus long mandat parmi toutes les banques incluses dans l'indice FTSE MIB.

## La carrière en Mediobanca
Alberto Nagel a rejoint Mediobanca en 1991 et a consacré toute sa carrière à travailler pour la banque. Au début, il a travaillé dans la division Finance, avant de rejoindre le Secrétariat Général, dont il est devenu le responsable en 1997. À mesure que la structure organisationnelle de la banque évoluait, il est ensuite devenu responsable de la division Banque d'Investissement.
Alberto Nagel a été promu au rang d'officier en avril 1995, devenant Directeur Central en février 1998, Directeur Général Adjoint en avril 2002 et Directeur Général en avril 2003. En juillet 2007, Alberto Nagel a été nommé Chef de l'Exécutif. En octobre 2008, il est devenu Président-Directeur Général, poste qu'il occupe encore aujourd'hui.

### Privatisations et Fusions-Acquisitions
Dans les années 1990, il a été impliqué dans certaines des plus importantes opérations de fusions-acquisitions réalisées en Italie, et a participé aux principales privatisations couvertes par Mediobanca, notamment Enel (1999), BNL (1998) et Finmeccanica (2000),.
En 1994 et 1995, il a suivi l'offre publique d'achat de Credito Romagnolo par Credito Italiano. En 1999, il a été impliqué dans l'offre publique d'achat lancée par Olivetti pour Telecom Italia. Et en 2000 et 2001, il a participé à l'offre publique d'achat de Generali pour INA. Nagel a également été l'un des principaux acteurs des processes de consolidation entre les banques coopératives italiennes qui ont eu lieu pendant la même période.

### Nouvelle stratégie de groupe
C'est une suggestion formulée par Alberto Nagel à son prédécesseur Vincenzo Maranghi, qu'il a également discutée avec le fondateur de Mediobanca, Enrico Cuccia, qui a conduit à la création de Banca Esperia à partir d'une coentreprise avec Banca Mediolanum en 2001, dans le but de fournir un soutien aux entrepreneurs qui étaient déjà clients de la banque pour la gestion de la richesse générée par les opérations de fusions-acquisitions couvertes par Mediobanca dans son activité de banque d'investissement,. Ce projet se révélerait crucial pour la transformation du modèle d'affaires de la banque, un processus que Nagel, en tant que PDG, conduirait lui-même pendant plus de quinze ans, en particulier en gérant les services de gestion de patrimoine qui se distinguent par les synergies générées par les activités de banque d'investissement et d'affaires de la banque.
En 2004, en tant que Directeur Général, Alberto Nagel a présenté le premier plan d'affaires de Mediobanca à la communauté financière.
Le 21 juin 2013, il a dévoilé le plan stratégique 2014-16 de la banque, avec lequel Mediobanca a accéléré et achevé le processus de cession de ses investissements en actions de longue date, libérant ainsi du capital à investir pour la croissance de ses activités commerciales et son expansion internationale. Le plan a été largement couvert tant par les médias italiens,, que par les médias internationaux,, qui l'ont décrit comme un tournant pour le capitalisme italien.

### Banque d'Investissement & d'Affaires: développement international
Alberto Nagel a dirigé l'expansion des activités de Banque d'Investissement & d'Affaires de Mediobanca sur les marchés internationaux (les revenus non domestiques représentaient 40 % du chiffre d'affaires du Groupe en 2023 et devraient atteindre 55 % d'ici 2026), ce qui comprenait l'ouverture de succursales à Paris (2004), Luxembourg (2005), Francfort, Madrid et New York (2007), Londres (2008) et Istanbul (2013). Le PDG a également réalisé deux acquisitions internationales liées à ses activités de banque d'investissement, à savoir la boutique d'investissement française Messier Maris & Associés  (2019), et Arma Partners basée au Royaume-Uni, un leader international dans les services de conseil en fusions-acquisitions dans le segment de l'économie numérique.

### Début dans la Gestion de Patrimoine
En mai 2008, Alberto Nagel a conçu la création de CheBanca!, une banque de détail qui opérait initialement exclusivement via des canaux digitaux, dans le but de diversifier les sources de financement du groupe en attirant 13 milliards d'euros de dépôts au cours des trois premières années de son activité.  CheBanca! évoluerait progressivement vers une société de gestion de patrimoine, en soutien à la stratégie élaborée par Nagel, et le nouveau modèle de service multicanal serait consolidé en 2015 avec l'acquisition d'une partie sélectionnée des activités de détail de Barclays en Italie.
En 2015, Nagel a également lancé l'engagement de Mediobanca dans le segment de la gestion d'actifs alternatifs, avec l'acquisition d'une participation majoritaire dans le gestionnaire d'actifs de crédit basé au Royaume-Uni, Cairn Capital,. À la suite de l'acquisition de Bybrook Capital en 2021, les deux entreprises ont été combinées pour former Polus Capital, désormais un acteur majeur dans le segment du crédit alternatif.  Ces deux acquisitions dans le domaine de la gestion d'actifs ont été complétées par l'ajout, en 2017, de RAM Active Investments, basée en Suisse, et les trois ensemble se sont révélées fondamentales pour compléter la progression de Mediobanca vers le modèle de groupe financier spécialisé qui était l'objectif de Nagel après le changement de stratégie précédemment mis en œuvre.
En 2016, Nagel a dévoilé le plan stratégique du groupe jusqu'en 2019, dont l'un des principaux piliers était d'accélérer le développement des activités de gestion de patrimoine en synergie avec la division Banque d'Investissement & d'Affaires. Cet objectif a justifié l'acquisition du contrôle total de Banca Esperia,  que Nagel a annoncée lors de la présentation du plan, et a servi de base à la création de Mediobanca Private Banking,.  Cette division, dont la mission est de gérer la richesse de certaines des familles d'entrepreneurs les plus prospères d'Italie, avait atteint à la fin de l'exercice 2022-23 des actifs sous gestion de 88 milliards d'euros, stimulés notamment par la position de leadership qu'elle a consolidée dans le segment des Marchés Privés grâce à des accords et des programmes de co-investissement développés en collaboration avec certains des principaux gestionnaires d'investissement mondiaux, notamment BlackRock, Apollo et UBS.

### Croissance dans la Finance à la Consommation
Alberto Nagel a également travaillé au développement de la division de Finance à la Consommation du groupe Mediobanca, représentée par Compass, initialement à travers l'acquisition et la fusion de Linea en 2007-2008. Depuis lors, l'accent s'est déplacé vers des investissements dans les services numériques et le lancement de la diversification internationale. Compass est active dans le segment Achetez Maintenant Payez Plus Tard, et ses opérations dans ce domaine ont été renforcées par deux acquisitions, la fintech italienne Soisy (2022)  et l'opérateur suisse HeidiPay (2023), désormais entièrement intégrées, ce qui a permis à Compass de devenir un opérateur de crédit à la consommation en Suisse ainsi qu'en Italie.

### Plan Stratégique 2023-26: "One Brand-One Culture"
Le 24 mai 2023, Alberto Nagel a dévoilé le Plan Stratégique 2023-26 " One Brand-One Culture ", avec lequel Mediobanca entend achever sa transformation pour devenir un "leader de la gestion de patrimoine", en s'appuyant notamment sur le modèle de Banque Privée & d'Investissement, dans lequel des services de banque d'investissement sont proposés en conjonction avec des services de croissance et de gestion de la richesse des clients. La stratégie du PDG vise à assurer la croissance de la banque qui lui permettra de restituer 3,7 milliards d'euros à ses actionnaires au cours des trois prochaines années, soit 45 % de la capitalisation boursière de Mediobanca au moment où le plan a été dévoilé, correspondant à un ratio de distribution de 70 %.
L'un des principaux objectifs du plan stratégique présenté par Alberto Nagel est de poursuivre la croissance dans les domaines de l'innovation numérique (grâce à un recrutement dans lequel les effectifs dotés de compétences technologiques augmenteront de 15 % sur trois ans, et la coentreprise avec Founders Factory annoncée en juillet 2023 pour développer des projets fintech en soutien à l'écosystème technologique du groupe) et de l'ESG, avec des objectifs intermédiaires visant à atteindre la neutralité carbone d'ici 2050 conformément à l'adhésion du groupe à l'Alliance Bancaire Net-Zéro, plus de 20 millions d'euros à investir dans des projets ayant un impact social, et des critères ESG inclus dans les politiques d'évaluation et de rémunération du personnel pour l'ensemble de la population de l'entreprise et en particulier pour la haute direction.
Le 16 janvier 2024, Alberto Nagel a dévoilé Mediobanca Premier à la presse. Mediobanca Premier est une banque spécialisée dans la gestion de patrimoine et les investissements pour les ménages italiens, que le PDG a décrit comme le "projet le plus important" du Plan Stratégique 2023-26 "One Brand-One Culture".  Lors de la conférence de presse, Nagel a évoqué le "potentiel énorme" du segment ciblé par Mediobanca Premier, qui a motivé la décision de promouvoir des bureaux sous la marque Mediobanca dans les principales villes d'Italie, un changement historique dans le développement d'une marque qui a été perçue comme exclusive et considérée comme inaccessible pendant pratiquement toute l'histoire de la banque.

## Style de management

### Image publique
À travers sa gestion de Mediobanca et son image publique, Alberto Nagel est considéré comme l'un des principaux gardiens de la culture de gestion initiée par le fondateur de la banque, Enrico Cuccia, et transmise par le successeur de Cuccia, Vincenzo Maranghi, en collaboration avec d'autres collaborateurs de longue date. Conformément à la tradition de la banque, Nagel choisit de maintenir un profil réservé, ne donnant pas d'interviews ni faisant de déclarations publiques en dehors des occasions officielles lors desquelles il s'entretient avec des analystes financiers et des journalistes. Dans tous les cas, lors de telles occasions, Nagel aborde principalement les questions relatives aux activités de Mediobanca, et le style qu'il adopte est centré et factuel.

### Structure de gouvernance
Malgré son style réservé, Alberto Nagel a apporté des changements décisifs à la gouvernance de Mediobanca et est intervenu de manière significative dans la gestion des sociétés participantes du groupe entre 2008 et 2011 principalement. En conséquence, Mediobanca est revenu au système de gouvernance traditionnel après avoir abandonné le système dualiste, et a collecté un total de 3,3 milliards d'euros provenant de la vente des participations détenues dans d'autres entreprises, facilitant ainsi le passage de la banque du modèle de société de portefeuille à celui d'un groupe financier spécialisé.

### Sauvetage de Fondiaria-SAI
Adoptant la même approche réservée et pragmatique, Alberto Nagel a contribué au sauvetage du groupe d'assurance Fondiaria-SAI, auquel Mediobanca était exposé à plus de 1 milliard d'euros, en le vendant à Unipol en 2013, éliminant ainsi les possibles effets sur la stabilité de Mediobanca. Nagel a dirigé l'opération, qui a été menée en collaboration avec d'autres banques d'investissement, ne commentant l'affaire que plus tard en déclarant qu'aucune des principales compagnies d'assurance européennes n'avait exprimé d'intérêt pour le groupe dans son ensemble, et affirmant que la solution adoptée pour le sauvetage de l'entreprise, basée sur l'identification d'un "partenaire industriel", garantissait "solidité et durabilité".

### Relations avec les investisseurs
Une des caractéristiques qui distinguent le style de management d'Alberto Nagel est sa focalisation sur les relations avec les investisseurs et ses efforts pour protéger l'indépendance de la direction. Nagel a fait référence à son engagement auprès des investisseurs dans la seule déclaration qu'il a faite lors de sa réélection en 2023. La reconduction de Nagel, conjointement avec celle du Conseil en octobre 2023, a été réalisée principalement grâce à ses relations avec les marchés financiers, consolidées par la présence croissante d'investisseurs institutionnels parmi les actionnaires  de la banque basée à Milan, alors que Nagel dirige la banque depuis plus de quinze ans maintenant. Ces investissements ont été encouragés et consolidés par la création de valeur à la fois par l'augmentation du cours des actions et par les dividendes (se traduisant par un rendement total pour les actionnaires de 270 % sur la période 2013-23).
La relation avec les investisseurs institutionnels et avec les plus grands fonds d'investissement est solide, tant en ce qui concerne la structure de propriété de la banque que lorsque Mediobanca conseille sur des opérations complexes de Banque d'Investissement & d'Affaires, comme lorsque Blackstone, l'une des plus grandes sociétés de gestion d'investissement au monde, a retenu Mediobanca en 2022 pour conseiller la famille Benetton sur la prise de contrôle d'Atlantia, faisant ainsi de la banque dirigée par Nagel l'architecte de la plus grande sortie de cote au monde.
Le Conseil d'Administration de Mediobanca a été reconduit par ses actionnaires lors de l'Assemblée Générale Annuelle tenue le 28 octobre 2023. La liste présentée par le Conseil sortant, dans laquelle Alberto Nagel était candidat au poste de PDG, a obtenu 52,6 % des voix, composées des votes des investisseurs institutionnels (principalement certains des principaux gestionnaires d'investissement mondiaux) ainsi que de ceux des actionnaires parties à l'accord de consultation (qui regroupe les participations détenues par certains des entrepreneurs les plus connus et les sociétés holding familiales du panorama industriel italien). À cette occasion, les opérateurs du marché financier ont fortement soutenu la gestion d'Alberto Nagel, surpassant les 30 % du capital détenu par les héritiers de Leonardo Del Vecchio et par Francesco Gaetano Caltagirone, actionnaires qui s'étaient engagés dans une "lutte de pouvoir" avec Nagel.

## Autres postes occupés
- Alberto Nagel a été vérificateur aux comptes d'Assicurazioni Generali de 1996 à 2004, date à laquelle il est devenu Administrateur de la société. En 2010, il a été nommé Vice-Président d'Assicurazioni Generali, un poste dont il a démissionné en avril 2012, après que des modifications ont été apportées à la législation italienne par le gouvernement dirigé par Mario Monti, rendant impossible pour les administrateurs d'occuper simultanément des postes au sein des conseils d'administration des banques et des compagnies d'assurance[53].
- Il a été Administrateur de Banca Esperia de juillet 2000 à avril 2012.
- Il a également été membre du Conseil de l'Association bancaire italienne (Associazione Bancaria Italiana, ou "ABI"), de 2007 à 2012)[54].